# Молева, Нина Михайловна
Ни́на Миха́йловна Мо́лева (5 декабря 1925, по другим данным 1929, Москва, СССР — 11 февраля 2024, там же, Россия) — советская и российская писательница, историк, искусствовед. Доктор исторических наук, кандидат искусствоведения, профессор, член Союза писателей и Союза художников России. Жена художника-авангардиста и теоретика искусства Элия Белютина (1925—2012).

## Биография
По собственному утверждению, родилась в семье студентов Московского высшего технического училища. Отец Михаил Дмитриевич Молев — по происхождению кубанский казак из станицы Архангельской (по другим данным выходец из Словении), впоследствии инженер-энергетик, доктор технических наук, преподаватель Московского института стали и сплавов. Мать Татьяна Ивановна Матвеева — единственная дочь бывшего дежурного штаб-офицера управления инспектора запасных войск Западного фронта полковника Ивана Гавриловича Матвеева и деятельницы российского образования, выпускницы математического факультета Сорбонны Софьи Стефановны Лавровой, впоследствии инженер по электрооборудованию шахт глубокого заложения, доцент, преподаватель Всесоюзного угольного института и Московского горного института. Училась в московской средней школе № 528, с 1931 по 1936 год занималась в Центральной экспериментальной лаборатории при Московской консерватории (класс фортепиано и композиции, руководитель профессор Г. П. Прокофьев), с 1936 года — в студии художественного слова при Московском доме пионеров (педагог Анна Бовшек, художественный руководитель Владимир Яхонтов). В 1936 году удостоилась первой премии на Всесоюзном детском конкурсе, посвящённом 100-летию со дня смерти А. С. Пушкина. С 1936 по 1942 год была участницей и ведущей торжественных майских и октябрьских концертов в Большом театре, правительственных концертов в Кремле (по словам самой Нины Молевой, Иосиф Сталин, присутствовавший на одном из её первых выступлений, назвал её «символом русской девочки»). В марте 1939 года руководила делегацией школьников СССР на XVIII съезде ВКП(б); тогда же была избрана председателем актива школьников Москвы. 22 июня 1941 года, через два часа после официального выступления Вячеслава Молотова, объявившего о нападении нацистской Германии на СССР, обратилась по радио к советским школьникам с призывом считать себя «мобилизованными без повесток». До конца 1941 года работала санитаркой, операционной сестрой в сортировочном госпитале, участвовала в обороне Москвы. 10 декабря 1941 года приказом ЦК ВЛКСМ была назначена заместителем начальника театрально-зрелищной бригады по обслуживанию прифронтовых частей (сначала в составе МПВО, затем 2-го Белорусского фронта). Прошла путь от подмосковной Немчиновки до Кёнигсберга (2256 выступлений), была контужена. Демобилизовалась в звании старшего лейтенанта. Награждена боевыми медалями, Офицерским крестом Ордена Заслуг перед Республикой Польша.

Элий Белютин (1925—2012)

В мае 1942 года получила диплом артиста-чтеца высшей категории, выступив с зачётным сольным концертом в Октябрьском зале Дома Союзов. Осенью того же года заочно поступила на искусствоведческое отделение филологического факультета МГУ и в Высшее театральное училище имени М. С. Щепкина при Малом театре с условием зачёта сдаваемых в МГУ дисциплин и практики в театральной бригаде  (солдаты-заочники дважды в год получали десятидневное увольнение для прохождения сессии). С окончанием войны получила диплом Щепкинского училища, была назначена в труппу Малого театра. В 1947 году окончила МГУ; дипломная работа «Атрибуция церкви Климента в Москве», выполненная под руководством академика И. Э. Грабаря, удостоилась Первой премии на Всесоюзном конкурсе научных студенческих работ. В том же году поступила в аспирантуру МГУ, начала вести студенческий семинар по русскому искусству XVIII века, опубликовала первые работы в научной периодике («Вестник Академии архитектуры СССР» и др.). В 1949 году обвенчалась с художником Элием Белютиным (в официальном браке — с 1955). По окончании аспирантуры в 1950 году была назначена по распределению консультантом по искусству Отдела культуры ЦК партии, издательского комплекса «Правда» (до 1969). С 1952 года — член Союза художников СССР. Совместно с мужем выпустила первую книгу «П. П. Чистяков. Теоретик и педагог» (1953), организовала выставку «Чистяков и его ученики» в залах Академии художеств СССР, работала над четырёхтомной монографией по теории русского изобразительного искусства от середины XVII века до октября 1917 года (1956—1967; том о 1920—1930-х годах не был допущен к печати), заложила теоретические основы художественного направления «Новая реальность», противостоявшего догматам социалистического реализма в СССР. С 1958 по 1964 год вела курс психологии создания и восприятия художественного произведения на Высших литературных курсах при Союзе писателей СССР. С 1968 года выезжала с курсом лекций о русской и славянских культурах в Варшаву, Париж, Милан, преподавала в университетах Швейцарии. В 1975—1989 годах совместно с актёрами Малого театра Михаилом Царёвым, Еленой Гоголевой, Эдуардом Марцевичем и др., певцами Большого театра и музыкантами Московской консерватории организовала и вела Театр сценического рассказа. С 1966 года — член Президиума правления, председатель Методического совета Московской городской организации Всероссийского общества охраны памятников истории и культуры (МГО ВООПИК). С 2000 по 2008 год — член Комиссии по монументальному искусству при Московской городской думе.
Жила в Москве по адресу Никитский бульвар, 8. Умерла 11 февраля 2024 года. Похоронена на Новодевичьем кладбище рядом с мужем (уч. 4, ряд 27, № 26).

## Литературное творчество
Нина Молева — автор монографий о русских живописцах Иване Никитине, Фёдоре Рокотове, Дмитрии Левицком, Владимире Боровиковском, Павле Чистякове, Константине Коровине, исследований по истории русского и зарубежного искусства, книг о древнерусской и старинной московской архитектуре, в том числе «Педагогическая система Академии художеств XVIII века» (совместно с Э. М. Белютиным, 1956), «Выдающиеся русские художники-педагоги» (1962), «Русская художественная школа первой половины XIX века» и «Русская художественная школа второй половины XIX — начала XX века» (обе — совместно с Э. М. Белютиным, 1963—1967), «Скульптура. Очерки по истории и теории западноевропейской скульптуры» (1974), «Край наш Московский» (1997), «Усадьбы Москвы» (1998), «Москва — дорогами искусства. Век XVII — век XX» (2000), «Усадьбы Подмосковья» (2003), «Московские тайны» (2006) и др., беллетризованных биографий «Ошибка канцлера» (1987), «Её называли княжна Тараканова» (1993), «Княгиня Екатерина Дашкова» (1996), «А. Г. Орлов-Чесменский», «Государыня — правительница Софья» (обе — 2000), «Марина Юрьевна Мнишек, царица всея Руси» (2001), «Платон Зубов», «Бестужев-Рюмин» (обе — 2002), «Нелидова. Камер-фрейлина императрицы», «Привенчанная цесаревна» (обе — 2004), «Первый генералиссимус» (2007), «Гоголь в Москве» (2008), «Достоевский и его женщины», «Есенин без Дункан» (обе — 2010). Статьи, эссе, очерки, заметки публиковались в журналах «Военно-исторический журнал», «Вокруг света», «Вопросы истории», «Вопросы литературы», «Журнал Московской Патриархии», «Знание — сила», «Искусство», «Мир Музея», «Москва», «Московский журнал», «Наше наследие», «Новая Юность», «Новый мир», «Огонёк», «Советская музыка», газетах «Культура», «Литературная газета», «Литературная Россия», научно-художественном альманахе «Пути в незнаемое» и др. Ряд произведений переведён на польский, итальянский и французский языки.

## Коллекция Белютина

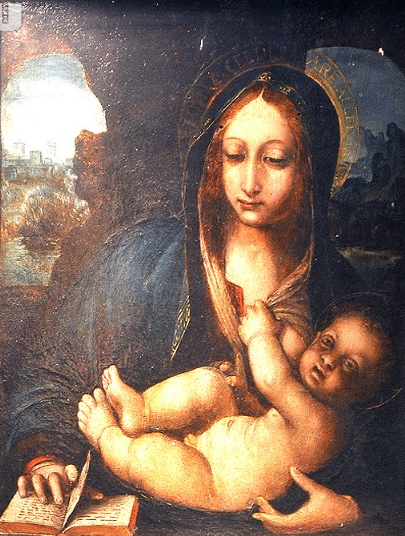
Леонардеск. Мадонна Млекопитательница с Младенцем и книгой. Из коллекции Элия Белютина и Нины Молевой

После смерти мужа 27 февраля 2012 года Нина Молева вступила в права наследования коллекции работ старых мастеров (около 1000 предметов, из них около 200 живописных полотен), согласно семейному преданию, основанной дедом Э. М. Белютина — художником московской конторы императорских театров Иваном Егоровичем Гринёвым. 1 апреля 2013 года коллекция была передана в дар по завещанию президенту России Владимиру Путину. По неофициальным данным, оценочная стоимость собрания — от 400 млн до 2 млрд долларов США. Аутентичность как самой коллекции, так и истории её возникновения, неоднократно варьировавшейся в рассказах Белютина и Молевой разных лет, оспаривается рядом экспертов и художественных критиков.

## Факты
- Нина Молева — адресат стихотворения белорусского писателя Владимира Короткевича «Чудо на Нерли» (1960)[34], вероятный прототип преподавательницы истории искусств Ирины Горевой в его же романе «Нельзя забыть» (1962)[35][36][37] и прототип искусствоведа Лины Михайловны Фасолевой в автобиографическом романе российского писателя и журналиста Александра Гангнуса «Человек без привычек» (1982)[38][39].
- В авторском предисловии к стихотворному сборнику Элия Белютина «Март первый, февраль последний» (2012) сообщается о прямом родстве Нины Молевой и русского писателя Сигизмунда Кржижановского (то же утверждение встречается в мемуарах самой Н. М. Молевой[40]): «Она родилась в Москве, в Замоскворечье, в семье бывшего царского генерала, у матери-инженера и отца-электрика и тоже инженера. Её дедом был замечательный писатель, которого не печатали всю жизнь, „русский Кафка“ — Сигизмунд Кржижановский»[41]. В действительности Нина Молева приходится внучатой племянницей театральному актёру и режиссёру Владимиру Тезавровскому (1880—1955) — мужу Евгении Бовшек, сестры жены Сигизмунда Кржижановского Анны Гавриловны Бовшек[40].

## Комментарии
1. ↑  1929 год рождения, указанный в ряде биобиблиографических источников, не согласуется с ключевыми фактами довоенного и военного периодов биографии Нины Молевой в её собственном изложении[7][8][9][10] — в свою очередь, как правило, не подкрепляемом авторитетными сторонними свидетельствами: 

В некрологах Молевой, публикуемых российской прессой, содержится ряд утверждений о её биографии, записанных преимущественно с её же слов. Утверждается, что она была знакома со Сталиным, представляла советских школьников на XVIII съезде ВКП(б), обращалась к детям с речью по Всесоюзному радио после вторжения Германии в СССР в 1941 году, награждена боевыми наградами за участие во Второй мировой войне, вела кремлёвские концерты и состояла в труппе Малого театра. Ничего из этого независимыми источниками не подтверждается[11].
2. ↑  В интервью и статьях самой Молевой регулярно именуется «последним дежурным генералом Николая II по Западному фронту»[15][16][17].
3. ↑  Хрупкая женщина с пламенным сердцем, 2013: 

Настоящим воспитателем была бабушка, единственная женщина из России, окончившая в XX веке (до Октября) математический факультет Сорбонны. Магистр математики. Публиковалась в Международном математическом бюллетене. Создатель оригинальной системы школьного образования с ускоренным с первого же класса чтением и развитием математического мышления. Участник и призёр Международной Парижской выставки 1900 года, I-ой кустарно-промышленной выставки РСФСР (1923). Представлена в Музее истории Москвы.
4. ↑  В интервью Молевой второй половины 2010-х годов сообщается о её близком знакомстве с командующим 2-го Белорусского фронта Константином Рокоссовским. По утверждению Молевой, Рокоссовский лично определил её в разведку за блестящее знание немецкого и польского языков, а после войны настоял на её участии в правительственном приёме в Георгиевском зале Большого Кремлёвского дворца по случаю Парада Победы: 

А однажды Нину вызвали к Константину Рокоссовскому, командующему 2-го Белорусского фронта. Он проверил её знания польского, узнал, что девушка ещё блестяще разговаривает по-немецки, и судьба Нины была решена. Она стала разведчицей.
Благодаря её разведданным удалось спасти от уничтожения два польских городка. За это Молевой вручили высшую военную награду Польши [sic] — золотой Офицерский крест.
В 1945-м война закончилась. После парада на Красной площади представителей всех фронтов собрали в Георгиевском зале. Среди них, по предложению Рокоссовского, была и Нина.
— Сталин подходил ко всем, пожимал руки. Очередь дошла и до меня. Отвечая на его вопрос, я обратилась к нему по имени-отчеству. А в военное время это было недопустимо, — рассказывает Нина Михайловна. — Но Сталин никак не отреагировал, а вот Рокоссовский принялся меня отчитывать. Но я ответила, что война для меня закончена. Сама себя мобилизовала, сама себя и демобилизую! «Ну и хулиганка же ты!» — воскликнул тогда Рокоссовский[10].
5. ↑  От «оттепели» до миллениума, 2013, с. 7: 

Элий Белютин, участник и инвалид Великой Отечественной войны, участник обороны Москвы, свято придерживался принципа — ничего не продавать русским музеям — только дарить, ничего не продавать коллекционерам. <…> И ещё одна мечта Мастера, потомка выходцев из города Галича на Костромщине: общедоступный государственный музей, в котором бы совместились собирательство его предков (XV—XVII вв., Западная Европа), семьи его жены Нины Молевой (потомков И. С. Тургенева и увлекавшегося западноевропейским прикладным искусством XVI—XVIII веков родного деда, последнего дежурного генерала императора Николая II Ивана Гавриловича Матвеева, личные вещи и документальные материалы которого хранятся в Музее А. В. Суворова в Санкт-Петербурге) и его собственные произведения. Составленное Элием Белютиным вместе с женой завещание передаёт все эти материалы Президенту Российской Федерации.
6. ↑  Так, сведений о московском театральном художнике Иване Егоровиче Гринёве — обладателе художественной коллекции, сопоставимой по ценности с собраниями Павла Третьякова и Дмитрия Щукина — нет ни в сохранившихся списках дореволюционных владельцев московской недвижимости, ни в московских театральных архивах. По мнению журналистки Аллы Шевелкиной, попытавшейся установить подлинное происхождение белютинской коллекции, неизвестного широкой публике коллекционера такого уровня в Москве начала XX века просто не могло существовать[33].
7. ↑  Пуликова, 2015: 

В начале 1990 годов крупнейший независимый эксперт в области старой живописи Эрик Тюркен посещал Москву по просьбе одного аукциониста и видел коллекцию: по его мнению, в ней есть десяток более или менее интересных картин. В 1992 году итальянский издатель Спирали выпустил каталог собрания Белютина, назвав его «одной из самых прекрасных частных коллекций Европы». По словам газеты «Московские новости», в 2006 году некий эксперт аукционного дома Drouot видел коллекцию и оценил её в $400 млн. В статье французского еженедельника L’Express (номер от 14 ноября 2007 года) говорилось, что в коллекции Белютина есть работы Ван Дейка, Рубенса, Мурильо, Эль Греко, Леонардо да Винчи, Тициана, мебель работы выдающихся мастеров XVII—XVIII веков, в том числе комод Буля. Тем не менее эксперт, к которому обратились журналисты L’Express, сказал только, что в коллекции есть некоторые интересные работы, но более точной оценки не дал. Московский специалист, отвечая на вопросы журнала, сообщил, что никто по-настоящему коллекцию не изучал и она не проходила исследования в инфракрасных лучах, а без этого не может быть и речи о подтверждении подлинности работ. <…> Периодически возникали слухи о том, что на коллекцию претендуют крупнейшие российские музеи, однако ГМИИ им. А. С. Пушкина от предложения Нины Молевой принять коллекцию отказался. По словам хранителя коллекции итальянской живописи, ведущего сотрудника отдела старых мастеров музея доктора искусствоведения Виктории Марковой (впервые увидевшей каталог коллекции Белютина ещё в 1974 году в Италии, где он был опубликован), «в коллекции не оказалось практически ни одного из заявленных владельцами коллекции громких имён, а многие произведения вообще не соответствуют музейному уровню и не представляют никакой исторической и музейной ценности». <…> Вопрос остаётся открытым.

### Книги
1953
- Молева Н. М., Белютин Э. М. П. П. Чистяков : Теоретик и педагог. — М. : Издательство Академии художеств СССР, 1953. — 229 с., 19 л. ил. : портр.
  - [То же]. — 2-е изд., испр. и доп. — М. : Новая реальность, 2017. — 215 с. : ил., портр.

1954
- Молева Н. М., Белютин Э. М. Павел Петрович Чистяков : 1832—1919. — М. : Искусство, 1954. — 60 с., 6 л. ил. — (Массовая библиотека).

1956
- Молева Н. М., Белютин Э. М. Педагогическая система Академии художеств XVIII века. — М. : Искусство, 1956. — 519 с., 7 л. ил.

1958
- Молева Н. М., Белютин Э. М. Школа Антона Ашбе : К вопросу о путях развития художественной педагогики на рубеже XIX—XX веков. — М. : Искусство, 1958. — 116 с., 30 л. ил.
  - [То же]. — Изд. 2-е, перераб. и доп. — М. : Новая реальность, 2016. — 85, [2] с. : [10] л. цв. ил.; ил. — ISBN 978-5-905254-24-6.

1960
- Молева Н. М. Левицкий. — М. : Искусство, 1960. — 50 с., 18 л. ил.
  - [То же, доп.]. — 1980. — 232 с. : ил. — (Жизнь в искусстве).
  - [То же] : Дмитрий Григорьевич Левицкий. — Изд. 2-е, перераб. и доп. — М. : Новая реальность, 2016. — 155 с. с. : [14] л. цв. портр. — ISBN 978-5-905254-20-8.

1962
- Молева Н. М. Выдающиеся русские художники-педагоги. — М. : Издательство Академии художеств СССР, 1962. — 389 с., 65 л. ил. : портр.
  - [То же]. — 2-е изд., доп. — М. : Просвещение, 1991. — 413, [2] с. : портр. — (Библиотека учителя изобразительного искусства).
  - [То же]. — Изд. 2-е, испр. и доп. — М. : Новая реальность, 2017. — Ч. 1. — 177 с. : ил., портр. — ISBN 978-5-905254-30-7.
  - [То же]. — Изд. 2-е, испр. и доп. — М. : Новая реальность, 2017. — Ч. 2. — 219 с. : ил., портр. — ISBN 978-5-905254-32-1.
  - [То же]. — Изд. 2-е, испр. и доп. — М. : Новая реальность, 2017. — Ч. 3. — 141 с. : [10] л. цв. ил.; ил., портр. — ISBN 978-5-905254-34-5.

1963
- Молева Н. М., Белютин Э. М. Русская художественная школа первой половины XIX века. — М. : Искусство, 1963. — 409 с., 91 л. ил.

1965
- Молева Н. М., Белютин Э. М. Живописных дел мастера : Канцелярия от строений и русская живопись первой половины XVIII века. — М. : Искусство, 1965. — 335 с., 3 л. ил.

1967
- Молева Н. М., Белютин Э. М. Русская художественная школа второй половины XIX — начала XX века. — М. : Искусство, 1967. — 391 с., 94 л. ил.

1969
- Молева Н. М. Псков : фотоальбом. — М. : Советская Россия, 1969. — [96] с. : ил. + прилож. ([10] с.). — (Памятники архитектуры русских городов).

1971
- Молева Н. М. Московская мозаика. — М. : Московский рабочий, 1971. — 192 с. : ил. — Содерж.: Огни московских викторий ; Кем был «Нептун» ; Театр на Красной площади ; Узник Петропавловской крепости ; Ошибка канцлера ; Чертёж земли Московской ; Юный живописец ; На смерть поэта.

1972
- Молева Н. М. Никитин. — М. : Искусство, 1972. — 249 с., 15 л. ил. — (Жизнь в искусстве).
  - [То же] : Иван Никитин. — Изд. 2-е, перераб. и доп. — М. : Новая реальность, 2016. — 165 с. : [8] л. портр. — ISBN 978-5-905254-21-5.

1973
- Молева Н. М. Варшава. — М. : Искусство, 1973. — 191 с., 6 л. ил. — (Города и музеи мира).

1974
- Молева Н. М. Скульптура : Очерки по истории и теории западно-европейской скульптуры. — М., 1974. — (Очерки зарубежного искусства).
  - [То же] : Очерки зарубежной скульптуры. — М. : Искусство, 1975. — 104 с., 24 л. ил.
  - [То же] : (кн. очерков). — Изд. 2-е, перераб. и доп. — М. : Новая реальность, 2016. — 139 с. : [12] л. цв. ил.; ил. — ISBN 978-5-905254-25-3.

1977
- Молева Н. М. Жизнь моя — живопись : [Константин Коровин в Москве]. — М. : Московский рабочий, 1977. — 232 с. : ил.

1978
- Молева Н. М. Иван Салтанов и его школа : (К вопросу о русско-армянских культурных связях XVII—XVIII вв.) : [докл.] / 2-й Международный симпозиум по армянскому искусству. — Ереван : Издательство АН Армянской ССР, 1978.

1980
- Молева Н. М. Архивное дело № … : рассказы. — М. : Советский писатель, 1980. — 304 с. : ил. — Содерж.: На дороге в Поморы ; Чертёж земли Московской ; Кафтаны для халдеев ; Царь-девица ; Двойной портрет ; Измайловская страница ; Звали его Федосом ; Всего один портрет ; Листок из фагота ; Ошибка канцлера ; Её называли княжной Таракановой ; «Секрет» Потёмкина Таврического ; Инвентарный номер Ж-I ; Загадка «Невского проспекта» ; На смерть поэта.
- Молева Н. М. Кремль. Путями истории — дорогами искусства. — М. : Московский рабочий, 1980. — 240 с.
  - То же в:  Путями истории — дорогами искусства, 2012

1982
- Молева Н. М. Древняя быль новых кварталов. — М. : Московский рабочий, 1982. — 225 с. : ил.

1984
- Молева Н. М. Человек из легенды : рассказы. — М. : Советский писатель, 1984. — 248 с.

1985
- Молева Н. М. Земли московской древние преданья. — М. : Московский рабочий, 1985. — 223 с. : ил.

1987
- Молева Н. М. Ошибка канцлера : ист. роман. — М. : Советский писатель, 1987. — 430, [1] с. : ил.
  - То же в:  Дворцовый переворот, 2007

1989
- Молева Н. М. Манеж. Год 1962 : хроника-размышление. — М. : Советский писатель, 1989. — 268, [2] с.

1990
- Молева Н. М. Земля и годы : Из исторической хроники Москвы и Подмосковья. — М. : Московский рабочий, 1990. — 237, [2] с. : ил.
- Молева Н. М. Слово о русском поле. — М. : Советская Россия, 1990.

1991
- Молева Н. М. Две загадки : [Повести]. — М. : ИПЦ СП «Вазар-Ферро», [1991]. — 79 с.
- Молева Н. М. Скорбный список : [Погибшие памятники Москвы]. — М. : Знание, 1991. — 55, [1] с. : ил. — (Новое в жизни, науке, технике. Сер. Искусство ; № 7).
- Молева Н. М. Когда отшумела оттепель… : [Изобразительное искусство, театр, музыка, архитектура 60-х гг.]. — М. : Издательство МПИ, 1991. — 165, [2] с.
  - [То же] : Когда отшумела оттепель. — Изд. 2-е, перераб. и доп. — М. : Новая реальность, 2016. — 283, [2] с. : ил. — ISBN 978-5-905254-19-2.

1993
- Молева Н. М. Её называли княжна Тараканова ; Рассказы. — М. : Современный писатель, 1993. — 393, [2] с. — Содерж.: Её называли княжна Тараканова : роман-хроника ; Рассказы : Две страницы из жизни Фёдора Рокотова ; Художник Боровиковский и «потёмкинские деревни» ; «Дело» русского соловья.
  - [То же] : Её звали княжна Тараканова : Тайна происхождения, тайна судьбы, тайна смерти. — М. : Олимп : Эксмо, 2007. — 251, [1] с. : ил., портр. — (Тайны русской цивилизации). — ISBN 5-7390-1975-3 (Олимп). — ISBN 978-5-699-21527-0 (Эксмо).

1996
- Молева Н. М. Княгиня Екатерина Дашкова : роман. — М. : АРМАДА, 1996. — 467, [3] с. : портр. — (Сподвижники и фавориты). — ISBN 5-7632-0175-2.
  - [То же] : Екатерина Дашкова. — ISBN 5-7632-0437-9.
- Молева Н. М. Москва извечная : (Страницы исторической хроники). — М. : Лепта-Пресс, 1996. — 238, [2] с. — ISSN 0236—0934.

1997
- Молева Н. М. Литературные тропы Москвы. — М. : Московские учебники и картолитография, 1997. — 255 с. : ил., портр. — ISBN 5-7853-0048-6.
- Молева Н. М. Московские были : Сто адресов русской истории и культуры. — М. : Знание, 1997. — 286, [2] с. : ил. — ISBN 5-07-002774-3.
- Молева Н. М. Москвы ожившие предания. — М. : Педагогика-Пресс ; Калининград : Янтарный сказ, 1997. — 239 с. : ил. — ISBN 5-7155-0723-5.

1998
- Молева Н. М. Усадьбы Москвы. — М. : Издательство Информпечать ИТРК РСПП, 1998. — 351 с. : ил. — ISBN 5-88010-036-7.

2000
- Молева Н. М. Алексей Орлов [А. Г. Орлов-Чесменский] : роман. — М. : АСТ : Астрель, 2000. — 476, [2] с. : ил., портр. — (Золотая библиотека исторического романа. Сподвижники и фавориты). — ISBN 5-17-003142-4 (АСТ). — ISBN 5-271-00779-0 (Астрель).
  - [То же]. — 2001. — ISBN 5-17-003104-1 (АСТ). — ISBN 5-271-00778-2 (Астрель).
- Молева Н. М. Государыня — правительница Софья : роман // Софья Алексеевна / [комм. Н. А. Рыльниковой]. — М. : АСТ : Астрель, 2000. — С. 9—437. — 457, [2] с. : ил., портр. — (Романовы. Династия в романах). — ISBN 5-17-000345-5 (АСТ). — ISBN 5-271-00367-1 (Астрель).
  - [То же]. — (Золотая библиотека исторического романа. Романовы. Династия в романах). — ISBN 5-17-001167-9 (АСТ). — ISBN 5-271-00534-8 (Астрель).
- Молева Н. М. Москва. Дорогами искусства : Век XVII — век XX. — М. : Московские учебники и Картолитография, 2000. — 239 с. : ил. — ISBN 5-7853-0051-6.
  - То же в:  Путями истории — дорогами искусства, 2012

2001
- Молева Н. М. Марина Юрьевна Мнишек, царица всея Руси : ист. роман. — М. : АСТ : Астрель, 2001. — 397, [2] с. : ил., портр. — (Смутное время). — ISBN 5-17-009467-1 (АСТ). — ISBN 5-271-02620-5 (Астрель).
  - [То же]. — (Золотая библиотека исторического романа. Смутное время). — ISBN 5-17-009852-9 (АСТ). — ISBN 5-271-02687-6 (Астрель).

2002
- Молева Н. М. Бестужев-Рюмин : ист. роман. — М. : АСТ : Астрель, 2002. — 426, [2] с. : портр. — (Сподвижники и фавориты). — ISBN 5-17-015742-8 (АСТ). — ISBN 5-271-04990-6 (Астрель).
- Молева Н. М. Платон Зубов [Граф Платон Зубов] : ист. роман. — М. : АСТ : Астрель, 2002. — 413, [2] с. : портр. — (Золотая библиотека исторического романа. Сподвижники и фавориты). — ISBN 5-17-011657-8 (АСТ). — ISBN 5-271-03345-7 (Астрель).
  - [То же]. — ISBN 5-17-011661-6 (АСТ). — ISBN 5-271-03344-9 (Астрель).

2003
- Молева Н. М. Москва — столица. — М. : ОЛМА-Пресс, 2003. — 669, [1] с., [16] л. цв. ил. : ил., портр., факс. — ISBN 5-224-04253-4. — ISBN 5-224-04274-7.
- Молева Н. М. Эта долгая дорога через XX век : Жизнь и творчество Элия Белютина. — М. : Книжная находка, 2003. — 542, [1] с., [24] с. ил., портр., факс., цв. ил. — ISBN 5-94987-001-8.

2004
- Молева Н. М. Анна Петровна. Привенчанная цесаревна : ист. роман. — М. : АСТ : Астрель : Транзиткнига, 2004. — 477, [2] с. : ил. — (Романовы. Судьбы в романах). — ISBN 5-17-025166-1 (АСТ). — ISBN 5-271-09500-2 (Астрель). — ISBN 5-9578-1053-3 (Транзиткнига).
  - [То же]. — (Золотая библиотека исторического романа. Романовы. Судьбы в романах). — ISBN 5-17-025163-7 (АСТ). — ISBN 5-17-025166-1 (Астрель). — ISBN 5-9578-1050-9 (Транзиткнига).
- Молева Н. М. Баланс столетия : мемуары. — М. : Молодая гвардия, 2004. — 595, [1] с., [24] л. ил., портр., цв. ил. : портр. — (Библиотека мемуаров. Близкое прошлое ; вып. 12). — ISBN 5-235-02679-9.
- Молева Н. М. Нелидова. Камер-фрейлина императрицы : ист. роман. — М. : АСТ : Астрель, 2004. — 492, [2] с. : портр. — (Сподвижники и фавориты). — ISBN 5-17-022588-1 (АСТ). — ISBN 5-271-08337-3 (Астрель).
- Молева Н. М. Усадьбы Москвы : Голоса истории. — М. : Книжная находка, 2004. — 319 с., [16] л. ил., цв. ил., портр., факс. — ISBN 5-94987-023-9.
- Молева Н. М. Это удивительное Подмосковье : Голоса истории. — М. : Книжная находка, 2004. — 339, [1] с., [8] л. ил., портр. — ISBN 5-94987-024-7.

2005
- Молева Н. М. «Новая реальность». — Иваново : Новая реальность, 2005.

2006
- Молева Н. М. Московские тайны : Дворцы, усадьбы, судьбы : Хранитель тайн Москвы о неизвестных страницах её истории. — М. : Эксмо : Алгоритм, 2006. — 414, [1] с. : ил., портр. — (Народный путеводитель). — ISBN 5-699-18489-9.
  - [То же]. — М. : Родина, 2022. — (Москвоведение). — ISBN 978-5-00180-716-2.
- Молева Н. М. Подмосковные усадьбы и дачи : [Малоизвестные страницы истории]. — М. : Алгоритм : Эксмо, 2006. — 365, [2] с. : ил., портр. — (Народный путеводитель). — ISBN 5-9265-0265-9 (Алгоритм). — ISBN 5-699-17966-4 (Эксмо).
  - [То же]. — М. : Родина, 2023. — (Москвоведение). — ISBN 978-5-00222-106-6.

2007
- Молева Н. М. Дворцовый переворот : Азартное искусство риска. — М. : Олимп : Эксмо, 2007. — 427, [1] с. : ил., портр. — (Тайны русской цивилизации). — ISBN 5-7390-1970-2 (Олимп). — ISBN 978-5-699-22643-6 (Эксмо).
- Молева Н. М. Литературные легенды Бульварного кольца. — М. : Алгоритм, 2007. — 349, [2] с. : ил. — (Московский путеводитель). — ISBN 978-5-9265-0402-3.
- Молева Н. М. Тайны земли Московской : Дворцовые интриги, собрания заговорщиков, загадки древних зданий [и др.]. — М. : Эксмо : Олимп, 2007. — 265, [2] с. : ил., портр. — (Тайны русской цивилизации). — ISBN 978-5-699-20220-1 (Эксмо). — ISBN 5-7390-1969-9 (Олимп).
- Молева Н. М. Подмосковные усадьбы и дачи : Самое интересное о ваших любимых местах Подмосковья. — М. : Алгоритм : Эксмо, 2007. — 365, [2] с. : ил., портр. — (Народный путеводитель). — ISBN 5-9265-0265-9 (Алгоритм). — ISBN 978-5-699-17966-4 (Эксмо).
- Молева Н. М. Сторожи Москвы : История московских монастырей. — М. : Олимп : АСТ : Астрель, 2007. — 317, [1] с. : ил. — ISBN 978-5-7390-1997-4 (Олимп). — ISBN 978-5-17-041700-1 (АСТ). — ISBN 978-5-271-16476-7 (Астрель).
- Молева Н. М. Тайная канцелярия Российской империи [Бояре висячие] : Секретные люди, секретные дела, секретное время. — М. : Эксмо : Олимп, 2007. — 315, [2] с. : ил., портр. — (Тайны русской цивилизации). — ISBN 5-7390-1974-5 (Эксмо). — ISBN 978-5-699-20973-6 (Олимп).
- Молева Н. М. Тайны золотого века Екатерины II [Тайны Фёдора Рокотова] : Царедворцы, масоны, фавориты…. — М. : Олимп : Эксмо, 2007. — 252, [2] с. : ил., портр. — (Тайны русской цивилизации). — ISBN 5-7390-1976-1 (Олимп). — ISBN 978-5-699-21895-0 (Эксмо).
  - [То же] : Фёдор Степанович Рокотов. — Изд. 2-е, перераб. и доп. — М. : Новая реальность, 2016. — 159 с. : [8] л. цв. портр. — ISBN 978-5-905254-22-2.

2008
- Белютин Э. М., Молева Н. М. Творцы — узники совести. — Нижний Тагил, 2008.
- Молева Н. М. Боярские дворы : [новеллы]. — М. : АСТ : Олимп, 2008. — 413, [1] с. : ил., портр. — ISBN 978-5-17-048085-2 (АСТ). — ISBN 978-5-7390-2140-3 (Олимп).
- Молева Н. М. В саду времён : 150 лет фамильной коллекции Элия Белютина : Годы. Люди. Страны. Египет. Греция. Рим. Китай. Персия. Европа : век XV — век XVII. — [изд. 2-е, авториз. и доп.] — М. : АСТ : Русь-Олимп, 2008. — 475 с. : цв. ил. — (Салон изящных искусств. Личная коллекция). — ISBN 978-5-17-050831-0 (АСТ). — ISBN 978-5-9648-0177-1 (Русь-Олимп).
- Молева Н. М. Гоголь в Москве. — М. : АСТ : Олимп : Астрель, 2008. — 284, [2] с. : ил., портр. — ISBN 978-5-17-049895-6 (АСТ). — ISBN 978-5-7390-2182-3 (Олимп). — ISBN 978-5-271-19413-9 (Астрель).
  - [То же] : Гоголь в Москве, или Нераскрытые тайны старого дома. — М. : Олимп, 2008. — ISBN 978-5-9648-0235-8.
- Молева Н. М. Дворянские гнёзда. — М. : АСТ : Олимп, [2008]. — 352 с. : ил., портр. — ISBN 978-5-17-049656-3 (АСТ). — ISBN 978-5-7390-2159-5 (Олимп).
- Молева Н. М. История новой Москвы, или Кому ставим памятник. — М. : АСТ : Олимп, 2008. — 217, [2] с. : ил. — ISBN 978-5-17-050944-7 (АСТ). — ISBN 978-5-7390-2215-8 (Олимп).
- Молева Н. М. Легенды купеческой Москвы. — М. : Алгоритм, 2008. — 316, [3] с. : ил. — (Московский путеводитель). — ISBN 978-5-9265-0490-0.
- Молева Н. М. Московские загадки : литературные ростки : Пушкин, Грибоедов, Гоголь, Тургенев, царевна Софья и другие. — М. : АСТ : Олимп, 2008. — 379 с. : ил., портр. — ISBN 978-5-17-046352-7 (АСТ). — ISBN 978-5-7390-2101-4 (Олимп).
- Молева Н. М. От Великой княгини до Императрицы : Женщины царствующего дома. — М. : АСТ : Олимп, 2008. — 317, [2] с. : ил., портр. — ISBN 978-5-17-049657-0 (АСТ). — ISBN 978-5-7390-2156-4 (Олимп).
- Молева Н. М. Призрак Виардо : Несостоявшееся счастье Ивана Тургенева. — М. : Алгоритм, 2008. — 221, [2] с. — (Мистика любви). — ISBN 978-5-9265-0603-4.
- Молева Н. М. Тайны московских монастырей. — М. : Олимп, 2008. — 394 с. : ил. — ISBN 978-5-7390-2197-7.
- Молева Н. М. Тургенев без Виардо, или Три надежды на любовь. — М. : АСТ : АСТ Москва : Олимп : Харвест, 2008. — 192 с. — (Историческая личность). — ISBN 978-5-17-054427-1 (АСТ). — ISBN 978-5-9713-8845-6 (АСТ Москва). — ISBN 978-5-7390-2266-0 (Олимп). — ISBN 978-985-16-6048-9 (Харвест).
  - [То же]. — (Amore, Love… Любовь). — ISBN 978-5-17-051009-2 (АСТ). — ISBN 978-5-9713-8838-8 (АСТ Москва). — ISBN 978-5-7390-2204-2 (Олимп). — ISBN 978-985-16-6047-2 (Харвест).
- Молева Н. М. «Этот трудный Грабарь!». — М. : ЦГРМ, 2008.

2009
- Молева Н. М. Александр Пушкин. Верность ловеласа. — М. : Олимп : Астрель, 2009. — 381, [2] с. — (Кумиры. Истории Великой Любви). — ISBN 978-5-271-22433-1 (Астрель). — ISBN 978-5-7390-2316-2 (Олимп).
- Молева Н. М. От Кремля — в Хамовники. — М. : Астрель : Олимп, 2009. — 317, [1] с. : ил. — (Москва за два дня. 15 лучших маршрутов). — ISBN 978-5-271-25264-8 (Астрель). — ISBN 978-5-7390-2376-6 (Олимп).
- Молева Н. М. Пётр I. Любовь тирана. — М. : Астрель : Олимп, 2009. — 448 с. — (Историческая библиотека). — ISBN 978-5-271-23613-6 (Астрель). — ISBN 978-5-7390-2372-8 (Олимп). — ISBN 978-985-16-7009-9 (Харвест).
  - [То же]. — (Кумиры. Истории Великой Любви). — ISBN 978-5-271-22619-9 (Астрель). — ISBN 978-5-7390-2315-5 (Олимп). — ISBN 978-985-16-7008-2 (Харвест).
  - [То же]. — 2011. — 416 с. — (Кумиры. Истории Великой Любви). — ISBN 978-5-271-35654-4 (Астрель). — ISBN 978-5-7390-2523-4 (Олимп).
- Молева Н. М. Семь загадок Екатерины II, или Ошибки молодости. — М. : Астрель : Олимп : Харвест, 2009. — 240 с. — ISBN 978-5-271-21789-0 (Астрель). — ISBN 978-5-7390-2271-4 (Олимп). — ISBN 978-985-16-70884 (Харвест).
- Молева Н. М. Царица смуты : ист. роман. — М. : Астрель : Владимир : АСТ, 2009. — 397, [2] с. — ISBN 978-5-17-055489-8. — ISBN 978-5-271-21862-0. — ISBN 978-5-226-01121-4.

2010
- Молева Н. М. Вояж Екатерины II, или Влюблённый поручик [Портрет влюблённого поручика, или Вояж императрицы]. — М. : Астрель : Олимп, 2010. — 318, [1] с., [8] л. цв. ил. — (Кумиры. Истории Великой Любви). — ISBN 978-5-271-21793-7 (Астрель). — ISBN 978-5-7390-2269-1 (Олимп).
  - [То же] : Владимир Лукич Боровиковский. — Изд. 2-е, перераб. и доп. — М. : Новая реальность, 2016. — 175 с. : [10] л. цв. портр.
- Молева Н. М. Достоевский и его женщины, или Музы отложенного самоубийства : [роман]. — М. : Астрель : Олимп, 2010. — 284, [3] с. : ил. — (Кумиры. Истории Великой Любви). — ISBN 978-5-271-22949-7 (Астрель). — ISBN 978-5-7390-2335-3 (Олимп).
  - [То же]. — 2011. — ISBN 978-5-271-35651-3 (Астрель). — ISBN 978-5-7390-2524-1 (Олимп).
- Молева Н. М. Есенин без Дункан, или Обратная сторона солнца : [роман]. — М. : Астрель : Олимп, 2010. — 317, [2] с. — (Кумиры. Истории Великой Любви). — ISBN 978-5-271-23227-5 (Астрель). — ISBN 978-5-7390-2355-1 (Олимп).
- Молева Н. М. Моя прекрасная графиня, или Любимая женщина Гоголя и Дюма. — М. : Олимп : Астрель, 2010. — 285, [2] с. — (Кумиры. Истории Великой Любви). — ISBN 978-5-7390-2425-1 (Олимп). — ISBN 978-5-271-25213-6 (Астрель).
  - [То же]. — 2011. — ISBN 978-5-7390-2521-0 (Олимп). — ISBN 978-5-271-35653-7 (Астрель).
- Молева Н. М. Страна Маросейка. — М. : Астрель, 2010. — 285, [1] с. : ил. — (Москва за два дня. 15 лучших маршрутов). — ISBN 978-5-271-25587-8.
  - Рец.:  Трапезников, Александр. Не только москвичам // Литературная Россия. — 2015. — № 7 (23 февраля).

2012
- Белютин Э. М., Молева Н. М. Дыхание зодчества. — М. : Новая реальность, 2012. — 98, [1] с. : ил., цв. ил., портр.
- Доброчиньска-Клишко А., Молева Н. М. Манеж : [альбом]. — М. : Калининградская художественная галерея «Новая реальность», 2012. — 77 с., [1] отд. л. цв. ил. : ил. — ISBN 978-5-904491-08-6.
- Молева Н. М. На исходе. — М. : Эльф ИПР, 2012. — 215, [2] с. : портр. — ISBN 978-5-9187-6021-5.
- Молева Н. М. Путями истории — дорогами искусства. — М. : Новая реальность, 2012. — 578 с. : портр. — ISBN 978-5-905923-03-6.
- Молева Н. М. Слово — натуре : [альбом]. — М. : Новая реальность, 2012. — 90 с. : цв. ил. — ISBN 978-5-904491-54-3.
- Молева Н. М., Белютин Э. М. Архивными тропами : [ист. очерки и повести, рассказы и науч. ст.]. — М. : Новая реальность, 2012. — 609 с. : ил., цв. ил. — ISBN 978-5-404496-34-5.

2013
- Молева Н. М. Кострома : Покров князей московских / Костромской государственный историко-архитектурный и художественный музей-заповедник. — М. : Новая реальность, 2013. — 159 с. : ил., цв. ил. — Содерж.: Однолюбы ; Знаменский монастырь ; «Белютинские пароходы» ; Годуновский узел ; Царица Александра ; Мы — костромские.
- Молева Н. М. Первыми рождаются дороги. — М. : Новая реальность, 2013. — 345, [3] с. : ил., цв. ил. — Содерж.: Несвиж! Стоянка десять минут ; Листы берёзового дела ; Опоздавшее письмо ; Кем был «Нептун» ; Тайна Кудеяра-атамана ; Бунт совести ; Лихая судьбина ; Жемчужина Заречья ; Неуслышанная исповедь.
- Молева Н. М. Псков Великий / Псковский государственный объединённый историко-архитектурный и художественный музей-заповедник. — М. : Новая реальность, 2013. — 175 с. : ил., цв. ил. — Содерж.: Псковщина ; Повесть временных лет ; Архонтисса Россов ; Зодчие ; Поганкины палаты ; Звали его Федосом ; На смерть поэта ; Жеребье земли Сколково.

2015
- Молева Н. М. Москва — Беллуно — Милан. — М. : Новая реальность, 2015. — 287 с. : ил., портр., цв. ил. — ISBN 978-5-904491-26-0.
- Молева Н. М. Рыжие сосны на тёплом ветру. — М. : Новая реальность, 2015. — [Ч. 1]. — 251 с. : ил. — ISBN 978-5-904491-25-3.
- Молева Н. М. Рыжие сосны на тёплом ветру. — М. : Новая реальность, 2015. — Ч. 2 : Великая Отечественная. — 165 с. : [4] л. фот.
- Молева Н. М. Рыжие сосны на тёплом ветру. — М. : Новая реальность, 2015. — Ч. 3 : Из войны в мир. — 270, [1] с. : ил.
- Молева Н. М. Яблочный Спас. — М. : Новая реальность, 2015. — Ч. 1.
- Молева Н. М. Яблочный Спас. — М. : Новая реальность, 2015. — Ч. 2 : 1960-е.

2016
- Молева Н. М. В лабиринтах истории. — М. : Новая реальность, 2016. — 243 с. : портр. — ISBN 978-5-905254-15-4.
- Молева Н. М. Избранные статьи. — М. : Новая реальность, 2016. — [Ч. 1]. — 94 с. : ил., портр., цв. ил. — ISBN 978-5-905254-31-4.
- Молева Н. М. Избранные статьи. — М. : Новая реальность, 2016. — Ч. 2 : (1985—2016 гг.). — 179 с. : ил., портр. — ISBN 978-5-905254-16-1.
- Молева Н. М. Избранные статьи : [О Москве]. — М. : Новая реальность, 2016. — 175 с. : ил., портр. — ISBN 978-5-905254-17-8.

2017
- Молева Н. М. Альбом Серебряного века. — М. : Новая реальность, 2017. — 101 с. : ил., портр., факс. — ISBN 978-5-905254-37-6.
- Молева Н. М. Наш век : (Лишь тот достоин счастья и свободы, кто каждый день идёт за них на бой). — М. : Новая реальнсть, 2017. — 397 с. : ил., портр., факс., цв. ил.
- Молева Н. М. Театр мысли. — М. : Новая реальность, 2017. — 253 с. : ил., портр. — ISBN 978-5-905254-36-9.

2018
- Молева Н. М. Альбом стального века. — М. : Новая реальность, 2018. — 147 с. : ил., портр., факс., цв. ил. — ISBN 978-5-905254-39-0.
- Молева Н. М. Гений Белютина. — М. : Новая реальность, 2018. — 137 с. : ил., цв. ил. — ISBN 978-5-905254-40-6.
- Молева Н. М. За порогом милениума. — М. : Новая реальность, 2018. — 236 с. : ил., портр., факс., цв. ил. — Часть текста парал. на англ. яз. — ISBN 978-5-905254-38-3.
- Молева Н. М. Перемена мест слагаемых. — М. : Новая реальность, 2018. — [Ч. 1]. — 139 с. : ил., портр. — ISBN 978-5-905254-41-3.
- Молева Н. М. Перемена мест слагаемых. — М. : Новая реальность, 2018. — Ч. 2. — 167 с. : ил., портр. — ISBN 978-59-05254-43-7.

#### Редактор, составитель
1953
- Чистяков П. П. Письма, записные книжки, воспоминания / материалы подгот. к печ. и примеч. к ним сост. Э. М. Белютиным и Н. М. Молевой. — М. : Искусство, 1953. — 590, [2] с. : [14] л. ил., портр.; ил.

1963
- Константин Коровин. Жизнь и творчество : Письма. Документы. Воспоминания / сост. кн. и авт. монограф. очерка [с. 10—130]: Н. М. Молева ; [предисл. нар. художника СССР Б. В. Иогансона]. — М. : Издательство Академии художеств СССР, 1963. — 563 с., 40 л. ил. : портр.

1997
- Край наш Московский : история, природа, современность : учеб. пособие по москвоведению [для учащихся 6—9 кл.] / А. И. Алексеев, Н. М. Молева, В. А. Низовцев, О. З. Бахчиева, В. Г. Глушкова. — М. : Экопрос, 1997. — 238, [2] с. : ил., карт. — (Москвоведение). — ISBN 5-88621-046-6.

2001
- Москва начала века : [кн.-альбом] / А. В. Анисимов, П. И. Бурак, Т. М. Говоренкова, Е. Ю. Дутлова, Н. М. Молева ; отв. ред. Ю. Б. Михайлова. — М. : О-Мастеръ, 2001. — 701 с. : ил. — (Строители России. XX век). — ISBN 5-920700-01-7.

2003
- Белютин Э. М. Этот «чудесный наш Финь-Шампань!» : Фёдор Осипович Шехтель (1859—1926) / ред. Н. М. Молева. — Москва. — 2003. — № 3. — С. 200—205.

2012
- Белютин Э. М. Ветер с Атлантики / [ред. Н. М. Молева, Н. Г. Воронова]. — М. : Новая реальность : Калининградская художественная галерея, 2012. — [78] с. : цв. ил. — ISBN 978-5-904491-87-1.
- Белютин Э. М. Март первый, февраль последний : стихи / сост. Э. М. Белютин ; ред. Н. М. Молева, Н. Г. Воронова. — М. : Новая реальность, 2012. — 253, [3] с. — ISBN 978-5-904491-37-6.
- Белютин Э. М. Мир добра и света : [альбом] / [ред.-сост. Н. М. Молева ; ред. Н. Г. Воронова]. — М. : Новая реальность : Тверская картинная галерея, 2012. — [47] л. : ил. — ISBN 978-5-904491-43-7.

2013
- Белютин Э. М. Теория всеобщей контактности / [ред.-сост. Н. М. Молева ; ред. Н. Г. Воронова]. — М. : Новая реальность, 2013. — 131, [8] с. : ил., цв. ил.
  - [То же] : Искусство — в тебе : Педагогическая система Элия Белютина / [сост.: Нина Молева]. — Изд. 2-е, доп. — М. : Новая реальность : Международная Ассоциация творческой интеллигенции «Мир культуры», 2014. — Ч. 1. — 423 с. : ил., портр., цв. ил.
  - [То же] : Искусство — в тебе : Педагогическая система Элия Белютина / [сост.: Нина Молева]. — Изд. 2-е, доп. — М. : Новая реальность. : Международная Ассоциация творческой интеллигенции «Мир культуры», 2014 — Ч. 2. — 363 с. : ил., табл., цв ил.
- От «оттепели» до миллениума : [Э. Белютин от «Хрущёвского Манежа» до последних дней жизни] : [сб.] / сост. А. Доброчинська-Клишко, Н. М. Молева-Белютина ; ред. Н. Толстолуцкая. — М. : Новая реальность, 2013. — 239 с. : ил., портр., факс. — ISBN 978-5-904491-28-4.

#### Каталоги выставок
1955
- Выставка произведений Павла Петровича Чистякова и учебных работ его учеников В. М. Баруздиной, В. Э. Борисова-Мусатова, А. М. Васнецова, В. М. Васнецова, М. А. Врубеля, В. Д. Дервиза, И. С. Остроухова, В. Д. Поленова, И. Е. Репина, А. П. Рябушкина, В. Е. Савинского, В. А. Серова, В. И. Сурикова, Н. Н. Харламова, Я. Ф. Ционглинского, А. П. Чистяковой : кат. / Академия художеств СССР [и др.] ; [сост. Н. М. Молева]. — М. : [б. и.], 1955. — 110, [34] с. : ил.

1964
- Выставка портретов русских художников XVIII — первой трети XIX вв. : кат. / Упр. культуры Мосгорисполкома, Останкинский дворец-музей ; [текст сост. Н. Р. Костиковой ; ред. Н. М. Молева]. — М. : Советский художник, 1964. — 23, [5] с., 6 л. ил.

1990
- Новая реальность : Выставка работ студии Э. Белютина : [кат.] / [авт.-сост. Н. М. Молева]. — М. : П/О «ВААП-информ», 1990. — [55] с. : ил.
- Новая реальность. От Манежа до Манежа : Художники Студии Э. Белютина : кат. выставки / [сост. Л. А. Кириллова и др. ; авт. вступ. ст. Э. М. Белютин, Н. М. Молева]. — М. : Советский художник, 1990. — [174] с. : ил., цв. ил. — ISBN 5-269-00643-X.

2008
- Человек. Земля. Вселенная : Каталог творческого объединения «Студия Элия Белютина „Новая реальность“» / [ред.-сост. Н. М. Молева]. — Ханты-Мансийск : [б. и.], 2008. — 35 с. : цв. ил. — ISBN 978-5-89846-682-4.

### Статьи, очерки, рецензии
1951
- Молева Н. М. Лида Плаха : [о чешской актрисе и деятельнице антифашистского сопротивления] // Огонёк. — 1951. — № 20. — С. 25.
- Молева Н. М. Искусство народа : [о китайском лубке] // Огонёк. — 1951. — № 28. — С. 7—8 цв. вкл., 25.
- Молева Н. М. Художник русского народа : [о В. М. Васнецове] // Огонёк. — 1951. — № 30. — С. 3—6 цв. вкл.
- Молева Н. М. Мастер бытовой картины : [о В. Е. Маковском] // Огонёк. — 1951. — № 46. — С. 3—6 цв. вкл., 16.
- Молева Н. М. Певцы родного края : [о выставке узбекского изобразительного искусства в Москве] // Огонёк. — 1951. — № 49. — С. 11.
- Молева Н. М. Школа мастеров : [о Московском высшем художественно-промышленном училище] // Огонёк. — 1951. — № 51. — С. 1—2 цв. вкл., 9.

1952
- Молева Н. М. Радостная встреча : [о художественной выставке в Центральном доме работников искусств] // Огонёк. — 1952. — № 3. — С. 25.
- Молева Н. М. Бывалые солдаты : [об образе бывалого солдата в советском изобразительном искусстве] // Огонёк. — 1952. — № 8. — С. 4—5.
- Молева Н. М. Дорогие гости : [о выставке польского изобразительного искусства в Москве] // Огонёк. — 1952. — № 22. — С. 11.
- Молева Н. М. Театр на Комитетской : [о ярославском Театре народного творчества] // Огонёк. — 1952. — № 30. — С. 26.
- Молева Н. М. Театр жизненной правды : [о Государственном литовском драматическом театре] // Огонёк. — 1952. — № 32. — С. 28—29.

1965
- Белютин Э. М., Молева Н. М. О методике искусствоведческого изучения архивных фондов // Вопросы архивоведения. — М., 1965.

1966
- Молева Н. М. Иван Никитин и Бироновщина // Вопросы истории. — 1966. — № 4. — С. 208—213.
- Молева Н. М. Театр на Красной площади // Советская музыка. — 1966. — № 6. — С. 64—71.
- Молева Н. М. Возникновение оперного театра в России // Вопросы истории. — 1966. — № 9. — С. 210—211.

1967
- Молева Н. М. «Потёмкинские деревни» // Вопросы истории. — 1967. — № 4. — С. 212—215.

1968
- Молева Н. М. Всего один портрет // Знание — сила. — 1968. — № 11. — С. 27—29.
  - То же в:  Архивное дело № …, 1980

1969
- Молева Н. М. Двойной портрет // Знание — сила. — 1969. — № 5. — С. 54—57.
  - То же, кн. вариант:  Никитин, 1972
  - То же в:  Архивное дело № …, 1980
- Молева Н. М. Студенческий камерный ансамбль // Советская музыка. — 1969. — № 2. — С. 119—121.
- Молева Н. М. Острожец на Ордынцах // Знание — сила. — 1969. — № 8. — С. 40—42.
- Молева Н. М. Цеховая организация художников в Москве XVII—XVIII вв. // Вопросы истории. — 1969. — № 11. — С. 43—54.

1970
- Молева Н. М. «Несвиж! Стоянка десять минут» // Знание — сила. — 1970. — № 1. — С. 55—57.
  - То же в:  Первыми рождаются дороги, 2013
- Молева Н. М. Клавесины в теремах // Знание — сила. — 1970. — № 3. — С. 29—31.
- Молева Н. М. Чертёж земли Московской // Знание — сила. — 1970. — № 5. — С. 52—54.
  - То же в:  Московская мозаика, 1971; Архивное дело № …, 1980
- Молева Н. М. Кафтаны для халдеев // Знание — сила. — 1970. — № 9. — С. 36—38.
  - То же в:  Архивное дело № …, 1980
- Молева Н. М. Жил в городе художник // Знание — сила. — 1970. — № 11. — С. 34—37.

1971
- Молева Н. М. Царь-девица // Знание — сила. — 1971. — № 1. — С. 32—36.
  - То же в:  Архивное дело № …, 1980
- Молева Н. М. Измайлово // Знание — сила. — 1971. — № 5. — С. 54—57.
  - То же в:  Архивное дело № …, 1980 (Измайловская страница)
- Молева Н. М. Музыка и зрелища в России XVII столетия // Вопросы истории. — 1971. — № 11. — С. 143—154.

1972
- Молева Н. М. Звали его Федосом // Знание — сила. — 1972. — № 2. — С. 40—43.
  - То же в:  Архивное дело № …, 1980; Псков великий, 2013
- Молева Н. М. «Гансу Мемлингу — город Брюгге» // Знание — сила. — 1972. — № 4. — С. 41—43.
- Молева Н. М. Листок из фагота // Знание — сила. — 1972. — № 10. — С. 52—54.
  - То же в:  Архивное дело № …, 1980

1973
- Молева Н. М. Её назвали княжна Тараканова // Пути в незнаемое : Писатели рассказывают о науке : сб. / [ред. Б. Н. Агапов]. — М. : Советский писатель, 1973. — Вып. 10. — С. 303—338.
  - То же, кн. вариант:  Её называли княжна Тараканова, 1993; Её звали княжна Тараканова, 2007
- Молева Н. М. Голландец в Московии // Вокруг света. — 1973. — № 1. — С. 29—33.
- Молева Н. М. Повесть о жилье // Знание — сила. — 1973. — № 1. — С. 38—42.
- Молева Н. М. Опера — действие музыческое // Знание — сила. — 1973. — № 4. — С. 42—45.
- Молева Н. М. Хождения за три века // Вокруг света. — 1973. — № 6. — С. 22—26.

1974
- Молева Н. М. Инвентарный номер Ж-I // Пути в незнаемое : Писатели рассказывают о науке : сб. / [сост. Б. Н. Агапов, Ю. Г. Вебер]. — М. : Советский писатель, 1974. — Вып. 11. — С. 323—346.
  - То же в:  Архивное дело № …, 1980
- Молева Н. М. Этот непонятный XVII век // Знание — сила. — 1974. — № 2. — С. 21—24.
- Молева Н. М. И снова Медный всадник… // Новый мир. — 1974. — № 3. — С. 197—208.
- Молева Н. М. «Персоны» Всешутейшего собора // Вопросы истории. — 1974. — № 10. — С. 206—211.
- Молева Н. М. Ирвинг Стоун. Ван Гог. («Жизнь в искусстве») Л. «Искусство». 1973. 473 стр. // Новый мир. — 1974. — № 12. — С. 277. — Рец. на кн.: Ван Гог / И. Стоун ; пер. с англ. Н. Банникова ; послесл. Е. Муриной. — Л. : Искусство. Ленингр. отд-ние, 1973. — 466 с., 18 л. ил. — (Жизнь в искусстве).

1975
- Молева Н. М. Большая Полянка, альбом королевы // Знание — сила. — 1975. — № 8. — С. 43—46 ; № 9. — С. 42—46.
- Молева Н. М. Мастер из Джульфы // Вопросы истории. — 1975. — № 8. — С. 209—214.
- Молева Н. М. Мир Чюрлёниса. Ядвига Чюрлёните. Воспоминания о М. К. Чюрлёнисе. Перевод с литовского. Вильнюс. «Вага». 1975. 368 стр. // Новый мир. — 1975. — № 9. — С. 265—268. — Рец. на кн.: Воспоминания о М. К. Чюрлёнисе / Я. К. Чюрлёните ; пер. с лит. А. Берман. — Вильнюс : Vaga, 1975. — 368 с., 9 л. ил.

1976
- Молева Н. М. Загадка «Невского проспекта» // Знание — сила. — 1976. — № 4. — С. 41—44.
  - То же в:  Архивное дело № …, 1980
- Молева Н. М. Кто не знает Абрамцева? // Знание — сила. — 1976. — № 6. — С. 23—26.
- Молева Н. М. Путь к самому себе // Знание — сила. — 1976. — № 9. — С. 27—30.

1978
- Молева Н. М. По Суворовскому бульвару // Вопросы истории. — 1978. — № 1. — С. 210—215.
- Молева Н. М. Дом, каких много // Знание — сила. — 1978. — № 10. — С. 44—47.

1979
- Молева Н. М. Моё селенье, моё Захарово… // Знание — сила. — 1979. — № 6. — С. 40—43.

1980
- Молева Н. М. Всесвятское — Сокол // Вопросы истории. — 1980. — № 7. — С. 183—187.

1981
- Молева Н. М. Живая легенда // Знание — сила. — 1981. — № 5. — С. 33—35.

1982
- Молева Н. М. Первые русские живописцы-профессионалы (XVII в.) // Вопросы истории. — 1982. — № 3. — С. 177—181.
- Молева Н. М. Л. Н. Семёнова. Очерки истории быта и культурной жизни России. Первая половина XVIII в. Л. Наука. 1982. 279 с. : [рец.] // Вопросы истории. — 1983. — № 8. — С. 110—112.

1984
- Молева Н. М. Ясенево // Вопросы истории. — 1984. — № 4. — С. 184—188.

1986
- Молева Н. М. Б. И. Краснобаев. Русская культура второй половины XVII — начала XIX в. М. Изд-во Московского университета. 1983. 223 с. : [рец.] // Вопросы истории. — 1986. — № 6. — С. 114—117.
- Молева Н. М. У Сретенского холма : Полемические заметки // Москва. — 1986. — № 10. — С. 148—161.

1987
- Молева Н. М. Соловьиный дом : Биография одного московского строения // Москва. — 1987. — № 2. — С. 166—173.
- Молева Н. М. Забытый след // Москва. — 1987. — № 7. — С. 161—166.

1988
- Молева Н. М. Повести старого дома // Вопросы литературы. — 1988. — № 1.
- Молева Н. М. Дерево и город // Огонёк. — 1988. — № 9. — С. 25.
- Молева Н. М. Время исторической правды // Архитектура и строительство Москвы. — 1988. — № 3. — С. 10.
- Молева Н. М. Храм // Наше наследие. — 1988. — № 3. — С. 39—50.
- Молева Н. М. Главный солдатский храм // Московский литератор. — 1988. — 29 апреля.
- Молева Н. М. Горький урок истории : К 150-летию храма Христа Спасителя // Москва. — 1988. — № 7. — С. 161—165.
- Молева Н. М. Деятель французского Сопротивления Кассу // Вопросы истории. — 1988. — № 8. — С. 145—149.

1989
- Молева Н. М. «Послушай! Вспомни обо мне…» // Москва. — 1989. — № 7. — С. 3—10.
- Малов Н., Молева Н. М., Туркина Е. Народная святыня : (к 150-летию закладки храма Христа Спасителя в Москве) // Журнал Московской Патриархии. — 1989. — № 11. — С. 12—17.
- Молева Н. М. По милосердию твоему… // Москва. — 1989. — № 12. — С. 177—182.

1990
- Молева Н. М. Легенда о Зигмунте Первом // Возвращение Мюнхгаузена ; Повести ; Новеллы / С. Д. Кржижановский. — Л. : Художественная литература, 1990. — ISBN 5-280-02351-5.
  - То же:  Прозёванный гений…, 2018
- Вердильоне А., Доброчиньска-Клишко А., Молева-Белютина Н. М. Элий Белютин // Мир культуры : Жизнь. Творчество. Теория. — 1990.

1991
- Молева Н. М. Лавровы ливенские // Тургениана : сб. ст. и материалов / Кол. авт. ; Государственный литературный музей И. С. Тургенева ; отв. ред. В. В. Сафронова. — Орёл : [б. и.], 1991. — Вып. 2—3. — С. 157—163.

1997
- Молева Н. М. Опись знаменитому городу Москва // Новая Юность. — 1997. — № 3—4 (24—25).
- Молева Н. М. Мегаполис всей планеты // Международная жизнь. — 1997. — № 8. — С. 108—114.
  - [То же] // Москва и крупнейшие города мира на пороге XXI века / [редкол.: Г. Н. Львов и др.]. — М. : Ком. по телекоммуникациям и средствам массовой информ. Правительства Москвы : Моск. учеб. и Картолитография, 1998. — ISBN 5-7853-0054-0.

1998
- Молева Н. М. «Край пустынный, белый и открытый…» : 200 лет назад, 24 декабря, в России родился Адам Мицкевич // Независимая газета. — 1998. — 24 декабря. — С. 16.

1999
- Молева Н. М. Мцыри рисует Лермонтова // Сура. — 1999. — № 2. — С. 190—193.
- Молева Н. М. Захаровские страницы // Мир Музея. — 1999. — № 3—4. — С. 2—11.
- Молева Н. М. Школа Антона Ашбе // Независимая газета: Прил. Кулиса НГ. — 1999. — № 7 (9 апреля). — С. 1.
- Молева Н. М. Эта божественная Юлия // Мир женщины. — 1999. — № 10. — С. 32—35, 51.

2000
- Молева Н. М. Княжна литовская — Великая княгиня московская // Мир женщины. — 2000. — № 2—3. — С. 44—47, 60.
- Молева Н. М. Семья Пигулевских : из кн. «Москва, тридцатые…» ; Мастер Аристотель : из кн. «Итальянское созвездие на московском небе» // Москва. — 2000. — № 10. — С. 156—162 ; 163—166.

2001
- Молева Н. М. Тургеневская обитель // Москва. — 2001. — № 1. — С. 211—214.
- Молева Н. М. Чёрный капитан // Москва. — 2001. — № 3. — С. 196—198.
- Молева Н. М. Романовка // Москва. — 2001. — № 6. — С. 120.
- Молева Н. М. «Дабы стало уроком потомкам нашим» ; Перцовский дом // Москва. — 2001. — № 8. — С. 177—179 ; 214—216.
- Молева Н. М. Город для всех ; У Спаса на Песках // Москва. — 2001. — № 10. — С. 3—14 ; 222—223.
- Молева Н. М. «Грамота как дыхание» // Москва. — 2001. — № 11. — С. 218—220.
- Молева Н. М. Расстрельный храм // Москва. — 2001. — № 12. — С. 214—217.
- Молева Н. М. Из рода славного и знаменитого… // Московский ритм. — 2001. — № 15. — С. 9—19.
- Молева Н. М. «Город могучий, город разноязыкий…» // Московский ритм. — 2001. — № 16. — С. 28—33.

2002
- Молева Н. М. «Чтобы не стало поздно!» // Москва. — 2002. — № 3. — С. 164—174.
- Молева Н. М. А если с историей покончить? // Москва. — 2002. — № 4. — С. 216—221.
- Молева Н. М. Драматическая встреча с «Новой реальностью» // Культура. — 2002. — № 49 (7356) (5 декабря).
- Молева Н. М. Замоскворецкое чудо // Московский журнал. — 2002. — № 5. — С. 38—43.

2003
- Молева Н. М. Город и архитектор ; Кто ты, Мцыри? // Москва. — 2003. — № 2. — С. 184—189 ; 215—220.
- Молева Н. М. Манеж, которого никто не видел : к 40-летию нашумевшей выставки 1 декабря 1962 года // Москва. — 2003. — № 3. — С. 192—199.
- Молева Н. М. Санта : Серафическая девственница и художник Содома по прозвищу Чудила ; Молоко без бутылки : К вопросу о восточных корнях супрематизма К. С. Малевича // Мир Музея. — 2003. — № 3. — С. 14—17 ; 18—20.
- Молева Н. М. Труды праведные или хоромы каменные? // Москва. — 2003. — № 6. — С. 206—210.
- Молева Н. М. Память: а какая она? // Москва. — 2003. — № 7. — С. 215—219.
- Молева Н. М. Радонежье // Москва. — 2003. — № 8. — С. 211—216.
- Молева Н. М. Тихие юбилеи : 140 лет со дня рождения М. В. Нестерова. 60 лет со дня смерти художника. 115 лет картине «Пустынник» // Москва. — 2003. — № 11. — С. 210—216.

2004
- Молева Н. М. Автор копии — Рубенс // Мир Музея. — 2004. — № 2. — С. 32—37.
- Молева Н. М. Сады московские // Москва. — 2004. — № 4. — С. 210—217.
- Молева Н. М. Пожар Манежа // Москва. — 2004. — № 6. — С. 208—212.

2005
- Молева Н. М. «Вдовушка» из Красного Села // Антикварное обозрение. — 2005. — № 1. — С. 28—29.
- Молева Н. М. Поляки в Москве после Смутного времени // Новая Польша. — 2005. — № 2. — С. 68—70.
- Молева Н. М. Концерт : Война, любовь и музыка в картине Маттиа Прети — «рыцаря Калабрии» // Мир Музея. — 2005. — № 3. — С. 12—14.
- Молева Н. М. Последняя резервация демократии // Москва. — 2005. — № 7. — С. 164—168.
- Молева Н. М. Чаша со сценами охоты из кургана Солоха // Мир Музея. — 2005. — № 9. — С. 30—33.
- Молева Н. М. «Нам трагически везло на символы» : Магия дат в истории Камерного театра // Культура. — 2005. — № 40 (13 октября). — С. 14.
- Молева Н. М. Угол атаки // Москва. — 2005. — № 11. — С. 181—187.

2006
- Молева Н. М. Они выбрали Россию // Москва. — 2006. — № 6. — С. 204—214.
- Молева Н. М. Золотые олени Евразии // Мир Музея. — 2006. — № 11. — С. 8—12.

2007
- Молева Н. М. Скульптурная эпидемия // Литературная газета. — 2007. — № 31 (6131) (1 августа).
- Молева Н. М. В поисках идеала : Эмилио Греко в свете античного наследия Сицилии // Мир Музея. — 2007. — № 9. — С. 14—18.
- Молева Н. М. Первый генералиссимус : роман : журн. вариант // Москва. — 2007. — № 9. — С. 8—91.

2008
- Молева Н. М. Первые годы «Новой реальности» // Мир Музея. — 2008. — № 2. — С. 38—43.
- Молева Н. М. «Каприччи» и некоторые аспекты творчества Пиранези — гравёра и археолога // Мир Музея. — 2008. — № 5. — С. 20—24 ; № 6. — С. 22—26 ; № 7. — С. 18—23.
- Молева Н. М. «Тихая страна моя — Спиридоновка…» // Москва. — 2008. — № 9. — С. 207—216.

2009
- Молева Н. М. Б. Б. Пиотровский: Эрмитаж навсегда, навечно предоставил свои залы скульпторам Италии // Мир Музея. — 2009. — № 1. — С. 16—21.
- Молева Н. М. Даже на самого маленького она смотрела как на равного себе // Великое культурное противостояние : Книга об Анне Гавриловне Бовшек. — М. : Новое литературное обозрение, 2009.
- Молева Н. М. «Всю жизнь искал, кому бы помочь…» // Москва. — 2009. — № 4. — С. 152—162.
- Молева Н. М. Писатель и мемориальный музей // Мир Музея. — 2009. — № 5. — С. 4—8 ; № 6. — С. 20—23.
- Молева Н. М. Старые вязы на Неглинке // Литературная Россия. — 2009. — № 24 (5 июня).
- Молева Н. М. Наш неуёмный Николай Васильевич! // Литературная Россия. — 2009. — № 30 (31 июля).
- Молева Н. М. Замоскворечье. Точка невозврата // Москва. — 2009. — № 11. — С. 201—212.

2010
- Молева Н. М. Чечен из Брюсова переулка // Литературная Россия. — 2010. — № 7 (19 февраля).
- Молева Н. М. Знаменка. Точка невозврата // Москва. — 2010. — № 3. — С. 208—222.
- Молева Н. М. «Я каюсь! Я гусар…» : главы из романа // Москва. — 2010. — № 6. — С. 95—135.
- Молева Н. М. Упрямства дух нам всем подгадил // Литературная Россия. — 2010. — № 39 (24 сентября).
- Молева Н. М. Только инженеры и только живописцы! // Москва. — 2010. — № 10. — С. 148—155.
- Молева Н. М. От Кунсткамеры Петербурга до Сколкова // Мир Музея. — 2010. — № 11. — С. 54—55 ; № 12. — С. 47—49.
- Молева Н. М. Феномен Манежа // Литературная Россия. — 2010. — № 49 (3 декабря).

2011
- Молева Н. М. Треугольник Грабаря : (к 140-летию со дня рождения живописца, архитектора, учёного) // Градостроительство. — 2011. — № 1. — С. 74—77.
- Молева Н. М. «Я выбрал: лучше сознательно не быть…» // Литературная Россия. — 2011. — № 2—3 (21 января).
- Молева Н. М. Знать или не знать // Литературная Россия. — 2011. — № 18—19 (13 мая).
- Молева Н. М. Последний комендант Брестской крепости // Литературная Россия. — 2011. — № 24 (17 июня).
- Молева Н. М. Спаси, Господи, от Новых Черёмушек! // Литературная Россия. — 2011. — № 26 (1 июля).
- Молева Н. М. Воспоминания о московских садах // Этносфера. — 2011. — № 8. — С. 52—55.

2012
- Молева Н. М. На рубеже хрущёвской оттепели ; Простая правда // Абрамцево — Остров Свободы! / Э. М. Белютин ; куратор проекта Н. М. Молева ; ред. Н. Г. Воронова. — 2-е изд. — М. : Новая реальность, 2012. — С. 3—12 ; 29—63.
- Молева Н. М. Почему? : После хрущёвского погрома // Литературная Россия. — 2012. — № 1 (13 января).
- Молева Н. М. По старой каширской дороге // Градостроительство. — 2012. — № 2. — С. 91—97.
- Молева Н. М. Иностранцы в Москве // Этносфера. — 2012. — № 3. — С. 15—17.
- Молева Н. М. Спор о вере // Градостроительство. — 2012. — № 6. — С. 74—76.
- Молева Н. М. Тургениана. Век XX // Литературная Россия. — 2012. — № 26 (29 июня).

2013
- Молева Н. М. Не терпя обидим быти // Градостроительство. — 2013. — № 5. — С. 69—76.
- Молева Н. М. Власть и покаяние // Градостроительство. — 2013. — № 6. — С. 73—79.

2014
- Молева Н. М. Спортивная столица // Градостроительство. — 2014. — № 1. — С. 87—89.
- Молева Н. М. Я — бездомный! // Литературная Россия. — 2014. — № 51 (19 декабря).

2015
- Молева Н. М. Великий русский просветитель // Торжество слова и дела : Книгоиздатель Николай Новиков: возвращение из небытия / А. В. Нефёдов. — М. : Академия-XXI, 2015. — С. 11—21. — ISBN 978-5-91428-060-1.
- Молева Н. М. Советское руководство представляло ещё тот гадюшник : [Беседа с Вячеславом Огрызко] // Литературная Россия. — 2015. — № 1 (16 января).
- Молева Н. М. «Чёрный квадрат» и «атака трупов» // Литературная Россия. — 2015. — № 8 (6 марта).
- Молева Н. М. Приговор: самоубийство // Тайны и преступления. — 2015.
- Молева Н. М. Едва уловимая тень // Тайны и преступления. — 2015. — № 6.

2016
- Молева Н. М. Подстава, или Политическая целесообразность // Литературная Россия. — 2016. — № 22 (24 июня).
- Молева Н. М. Вопрос в лоб (Продолжение) // Литературная Россия : [В защиту «Литературной России»]. — 2016. — № 24 (8 июля).
- Молева Н. М. Браунинг № … // Литературная Россия. — 2016. — № 25 (15 июля).
- Молева Н. М. Месть: начальник АХО ВЧК и Фанни Каплан // Тайны и преступления. — 2016. — № 5. — С. 77—84.

2017
- Молева Н. М. «Оттепель» // Тайны и преступления. — 2017. — № 2. — С. 23—35.
- Молева Н. М. Загадка несломанной карьеры архитектора Щусева // Тайны и преступления. — 2017. — № 4. — С. 47—53.
- Молева Н. М. «Школка» Жолтовского // Тайны и преступления. — 2017. — № 5. — С. 50—55.

2018
- Молева Н. М. «Столько вы с нами не выдержите!» // Тёмные аллеи. — 2018. — № 1. — С. 69—76.
- Молева Н. М. Прозёванный гений. Легенда о Зигмунте Первом // Тёмные аллеи. — 2018. — № 2.
  - То же:  Легенда о Зигмунте Первом, 1990
- Молева Н. М. Когда замолчали колокола // Тёмные аллеи. — 2018. — № 3.
- Молева Н. М. Завещание Петра I // Тёмные аллеи. — 2018. — № 4.
- Молева Н. М. «А счастье было так близко…» Тургенев и Толстые // Тёмные аллеи. — 2018. — № 5.
- Молева Н. М. «Господа инженеры!» Иван Алексеевич Черданцев // Тёмные аллеи. — 2018. — № 6.

2019
- Молева Н. М. Самый знаменитый псевдоним // Тёмные аллеи. — 2019. — № 1.
- Молева Н. М. Культ. Главный регент Советского Союза Александр Александров // Тёмные аллеи. — 2019. — № 2.
- Молева Н. М. Самый лучший весенний праздник. День Победы — марш Победы // Тёмные аллеи. — 2019. — № 3.
- Молева Н. М. Лидия Русланова: «Меня не сломаешь!» // Тёмные аллеи. — 2019. — № 4.
- Молева Н. М. Графиня Софья // Тёмные аллеи. — 2019. — № 5.
- Молева Н. М. «Время „Весёлых ребят“». Любовь Орлова и коллеги // Тёмные аллеи. — 2019. — № 6.

2020
- Молева Н. М. «Приказу сдать столицу не подчинился бы никто» // Тёмные аллеи. — 2020. — № 1.
- Молева Н. М. «Мы с тобой будем счастливы и на Северном полюсе» // Тёмные аллеи. — 2020. — № 2. — С. 74—85.
- Молева Н. М. Мой Мишука // Тёмные аллеи. — 2020. — № 3.
- Молева Н. М. Государыня-царевна Софья // Тёмные аллеи. — 2020. — № 4.
- Молева Н. М. Отцы и дети // Тёмные аллеи. — 2020. — № 5.
- Молева Н. М. Отравители в Московском государстве — народ привозной // Тёмные аллеи. — 2020. — № 6.

2021
- Молева Н. М. Потерявшееся слово // Тёмные аллеи. — 2021. — № 1.
- Молева Н. М. «Захлебнувшаяся слезами земля Ржева» // Тёмные аллеи. — 2021. — № 2.
- Молева Н. М. Окопные поэты // Тёмные аллеи. — 2021. — № 3.